# Олександра Щоголєва
Олександра Щоголєва (6 липня 2001) — кіпрська плавчиня. Учасниця Чемпіонату світу з водних видів спорту 2017, де в попередніх запливах на дистанції 200 метрів брасом посіла 29-те місце і не потрапила до півфіналів.